# Deegree
Deegree (Eigenschreibweise deegree) ist ein freies Java-Framework für die Verwaltung und Darstellung geographischer Daten. Die Software implementiert Spezifikationen des Open Geospatial Consortium (OGC) und der ISO (ISO/TC 211). Die umfangreiche Software steht unter der Lizenz LGPL und entstand aus einem Projekt namens „JaGO“. Deegree ist ein gemeinsames Projekt der Firma lat/lon und des Geographischen Instituts der Universität Bonn.

## Merkmale
Deegree ermöglicht es beispielsweise geographische Daten in Datenbanken wie PostGIS oder Oracle Spatial and Graph zu verwalten, mit Metadaten zu versehen, diese über Frontends abzufragen und zu manipulieren sowie Rechte auf bestimmte Ansichten einer Karte zu verwalten.

## Dienste
Deegree implementiert folgende OGC-Dienste:
- Geography Markup Language (GML)[2]
- Der Web Map Service (WMS) dient hauptsächlich der Darstellung geographischer Daten in einer Webapplikation. In Deegree können zusätzlich auch Zeichenvorschriften namens Styled Layer Description angegeben werden, um die Daten entsprechend zu visualisieren. Zurzeit ist der Deegree WMS die Referenzimplementierung der WMS-Spezifikationen 1.1.1 und 1.3 des OGC.[2]
- Web Coverage Service (WCS)
- Web Feature Service (WFS) 1.0.0, 1.1.1 und 2.0[2]
- Web Catalogue Service (CSW)
- Web Processing Service (WPS)[3]
- Web Map Tile Service (WMTS)1.0.0[4]
- Web Terrain Service bzw. Web Perspective View Service
- Sensor Observation Service (SOS)

## Clients

### iGeoPortal
iGeoPortal ist ein browserbasierender Client der auf die Dienste WMS, WFS und Proxy Service aufsetzt und vorwiegend zum Ansteuern des WMS dient.

### deeJUMP
deeJUMP ist ein Java Desktop Client mit dem die Dienste WMS und WFS benutzt werden können.

## Desktop-GIS

### iGeoDesktop
iGeoDesktop ist ein plattformunabhängiges Desktop-GIS. Es besteht die Möglichkeit, Vektor- und Rasterdaten sowie OGC-Dienste wie WMS und WFS einzubinden.